# Chirurgisch instituut Berkendael

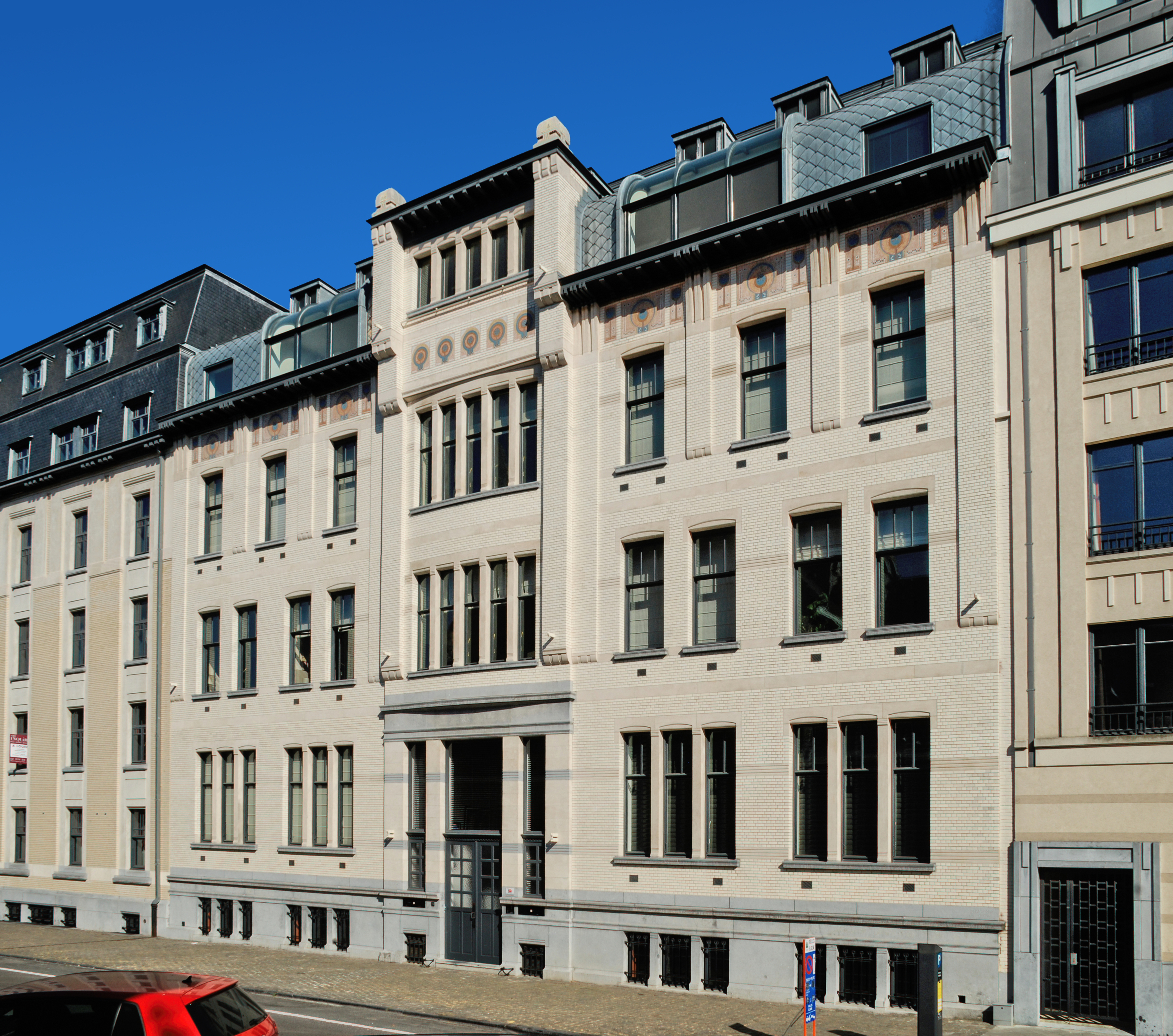
Gebouw van het voormalig Chirurgisch Instituut Berkendael.

Het Chirurgisch Instituut Berkendael (ook bekend als het voormalige Institut chirurgique du Docteur Depage of Institut National du Sang) is een voormalig ziekenhuis aan het Brugmannplein te Elsene, Brussel. 

## Geschiedenis
Het voormalig instituut werd in 1903 opgericht door dr. Antoine Depage en zijn vrouw, verpleegster Marie Picard. Het instituut werd de basis voor een verpleegstersschool die opgericht werd in 1907, en nadien geleid werd door Edith Cavell.

## Het gebouw
In 1905 bouwde architect Jean-Baptiste Dewin dit gebouw voor dr. Antoine Depage. Het is een geometrisch art nouveaugebouw, in de wijk Berkendaal te Elsene. Met dit gebouw en met het Bruno Schmidt-huis (Molièrelaan) geeft Dewin zijn interpretatie van de Weense Sezessionstijl. 
Het gebouw is een onderdeel van het voormalige ziekenhuiscomplex van het Belgische Rode Kruis, sinds 16 februari 2006 op de monumentenlijst onder referentie 2071-0124/05. 